# Anders Ek

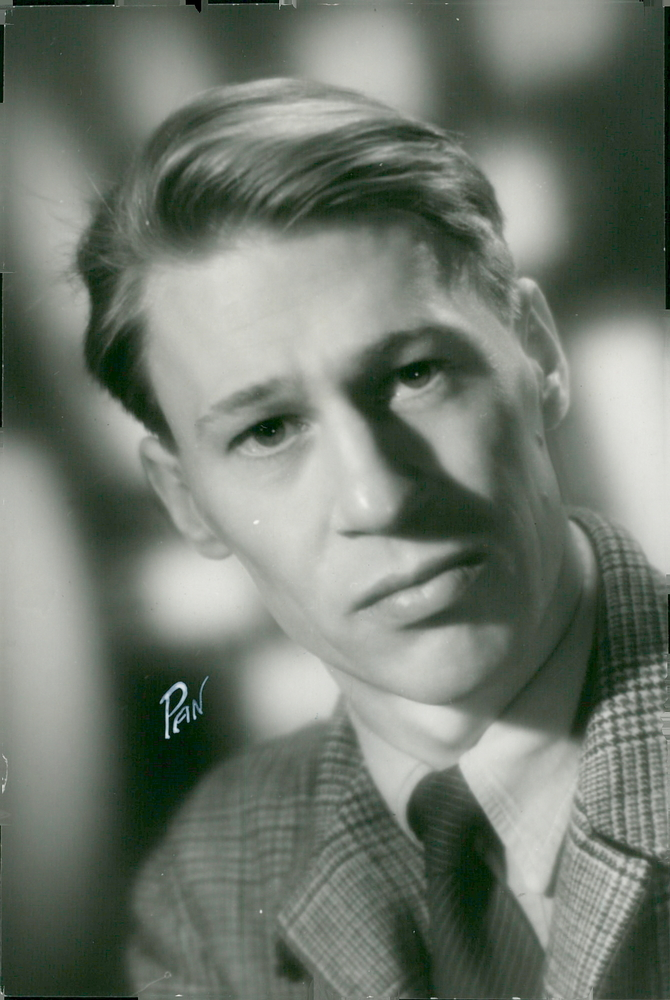
Anders Ek, 1950

Anders Ek (* 7. April 1916 in Göteborg; † 17. November 1979 in Stockholm) war ein schwedischer Theater- und Filmschauspieler.

## Leben
Ek wurde als Sohn eines Professors für Geschichte und einer Dichterin geboren. Von 1938 bis 1941 studierte er an der Schauspielschule des Königlich Dramatischen Theaters in Stockholm, wo er nach Ende seines Studiums auch auftrat. Weitere Engagements hatte er an den Stadttheatern in Malmö und Göteborg und am Intimen Theater in Stockholm. Bereits zu Beginn der 1940er Jahre spielte er seine ersten Filmrollen. 1943 trat er erstmals in einer Theaterproduktion von Ingmar Bergman auf, für den er auch in vier Filmen vor die Kamera trat. 1960 wechselte Ek zum neu eröffneten Stockholmer Stadttheater, kehrte aber Mitte der 1960er ans Königliche Dramatische Theater zurück, wo er bis kurz vor seinem Tod blieb. 1976 wirkte er in Bergmans Inszenierung von August Strindbergs Totentanz mit. Im selben Jahr absolvierte er seinen letzten Filmauftritt.
Ek war von 1942 bis 1949 mit der Tänzerin, Choreografin und Regisseurin Birgit Cullberg verheiratet und ist der Vater des Tänzers und Choreografen Mats Ek, des Tänzers Niklas und der Schauspielerin Malin Ek.

## Filmografie (Auswahl)
- 1943: Die Jungfrau und der Teufel (Flickan och djävulen) – Regie: Hampe Faustman
- 1950: Das Mädchen mit den Hyazinthen ( Flicka och hyacinter) – Regie: Hasse Ekman
- 1953: Abend der Gaukler (Gycklarnas afton) – Regie: Ingmar Bergman
- 1957: Das siebente Siegel (Det sjunde inseglet) – Regie: Ingmar Bergman
- 1967: Ich bin neugierig (gelb) (Jag är nyfiken - en film i gult)
- 1969: Der Ritus (Riten) – Regie: Ingmar Bergman
- 1972: Schreie und Flüstern (Viskningar och rop) – Regie: Ingmar Bergman

## Auszeichnungen
- 1971: O’Neill-stipendiet (Schweden)
- 1972: Theaterpreis der Schwedischen Akademie
- 1979: Litteris et artibus (Schweden)